# Sebald Rutgers
Sebald Justinus Rutgers (Leiden, 25 januari 1879 – Amersfoort, 14 juni 1961), zoon van Jan Rutgers, was een Nederlands communistisch ingenieur die actief was bij de opbouw van de industrie in de Sovjet-Unie.
Rutgers studeerde vanaf 1896 aan de  Polytechnische School te Delft, waar hij in contact kwam met het socialisme. In 1900 studeerde hij af als civiel ingenieur en trad vervolgens in dienst bij de gemeente Rotterdam, waar hij aan de uitbreiding van de haven werkte. Tegelijkertijd was hij vanaf 1899 actief in de SDAP. Van 1911 tot 1915 was hij directeur van openbare werken in Medan en vervolgens inkoper voor Indische spoorwegmaatschappijen in de Verenigde Staten. In 1918 vertrok hij via Japan naar de Sovjet-Unie. Van 1922 tot 1926 had hij de leiding bij de opbouw van de industrie in het Koezbass gebied in Siberië. Zijn toenmalige woonhuis in Kemerovo is thans het museum van de Autonome Industriële Kolonie (AIK), genaamd Krasnaja Gorka (de Rode Heuvel). In de periode 1926-1938 woonde hij afwisselend in Nederland, Wenen en Moskou. In 1938 verliet hij de Sovjet-Unie definitief omdat hij anders misschien slachtoffer van de zuiveringen van Stalin zou worden. Terug in Nederland werd hij een geacht, maar niet erg invloedrijk lid van de CPN.
- Bibliothèque nationale de France: cb10923510j (data)
- Biografisch Portaal: 11309315
- CiNii: DA03282237
- Gemeinsame Normdatei: 119203952
- International Standard Name Identifier: 0000 0001 0783 134X
- Library of Congress Control Number: n94035278
- Bibliotheek van het Japanse parlement: 00621413
- Nationale Bibliotheek van Tsjechië: xx0246921
- Nationale bibliotheek van Australië: 46220316
- Nederlandse Thesaurus van Auteursnamen: 069690308
- SNAC: w6q95hn2
- Système universitaire de documentation: 104654635
- Trove: 1472854
- Virtual International Authority File: 262439831
- WorldCat: E39PBJht3gXffGC3YVVrXrPqQq